# Fiocchetti
O fiocchetto, também conhecido como “Fiocchetto di Parma”, é o “irmão mais novo” do culatello di Zibello, um enchido feito com a carne que ficou na perna do porco, depois de retirado o “coração”, portanto com base em animais criados e sacrificados nas regiões da Emilia Romagna e da Lombardia e processado na zona de Zibello, já que a matéria-prima é a mesma. É tratado exatamente da mesma maneira que o seu “irmão mais velho”, ou seja, curado apenas com sal, depois de atado com um fio para lhe dar a forma de pera, metido numa bexiga de porco e amadurecido durante um período de cerca de oito meses (este período mais curto é a principal diferença com o culatello). Assim, se o culatello é considerado o “rei dos enchidos”, o fiocchetto é o “príncipe”. 
A preparação para o consumo é também igual à que se faz com o culatello: tirar os fios e a bexiga e envolvê-lo num pano de linho molhado com vinho durante 2-3 dias, até a carne já estar suficientemente macia para se fatiar; as fatias devem igualmente ser untadas com manteiga ou azeite e guardadas num local fresco, mas não num frigorífico. O fiocchetto deve ser acompanhado com um vinho que não seja demasiado aromático, como Lambrusco ou Malvasia. 